# Neolophonotus saxatilus
Neolophonotus saxatilus là một loài ruồi trong họ Asilidae. Neolophonotus saxatilus được Londt miêu tả năm 1988. Loài này phân bố ở vùng nhiệt đới châu Phi.